# Massif Keating
Pour les articles homonymes, voir Keating.
Le massif Keating est un massif montagneux d'Antarctique couvert de glace de 20 km de long dont le point culminant atteint environ 2 370 m d'altitude. Il comprend le mont Fries (en). Il est situé au sud de la langue terminale du glacier Byrd et en bordure sud-ouest du glacier Zeller (en), dans la chaîne Churchill.
Le massif est nommé en l'honneur de Colin Keating qui a été secrétaire de la Justice de la Nouvelle-Zélande de 1997 à 2000, et a servi pendant 30 ans au sein de la fonction publique néo-zélandaise, surtout au sein du ministère des Affaires étrangères et du Commerce, où il eut une attention particulière pour l'Antarctique.